# Super-Heróis da Alegria
Super-Herois da Alegria é uma ONG criada pelo ilustrador Maxx Figueiredo que promove visitas às alas infantis de hospitais com pessoas fantasiadas como super-heróis dos quadrinhos, cinema e TV. Maxx criou o grupo após um acidente no qual perdeu parte de sua perna direita e os movimentos da mão direita. Inspirado nos Doutores da Alegria, Maxx, que é considerado sósia do ator Robert Downey Jr. (intérprete do Homem de Ferro no cinema), conseguiu através do site de financiamento coletivo Catarse dinheiro para comprar uma réplica da armadura do personagem, com a qual começou o trabalho da visita às crianças enfermas. Os Super-Heróis da Alegria ganharam o Troféu HQ Mix de 2016 na categoria "Grande contribuição".
1. ↑  «Sósia de Tony Stark no Catarse». HQ Maniacs. 10 de novembro de 2014
2. ↑  «Homem de Ferro brasileiro consegue dinheiro para comprar armadura». UOL. 14 de novembro de 2014
3. ↑  «Desenhista encarna Homem de Ferro para divertir crianças em hospitais». Veja São Paulo. 22 de agosto de 2015
4. ↑  «Super-Heróis da Alegria visitam AACD». AACD. 10 de agosto de 2016
5. ↑  «Os vencedores do 28º Troféu HQ Mix». Universo HQ. 15 de agosto de 2016
6. ↑  «Super-heróis levam alegria a crianças internadas no Hospital das Clínicas». G1. 12 de outubro de 2016